# Бондаренко, Юрий Иванович
Юрий Иванович Бондаренко (укр. Юрій Іванович Бондаренко; род. 21 апреля 1942, Курган, Челябинская область) — советский украинский художник-график, иллюстратор, Заслуженный деятель искусств Украинской ССР (1990), профессор (1994).

## Биография
Юрий Иванович Бондаренко родился 2 января или 21 апреля 1942 года в городе  Кургане Челябинской области, ныне город — административный центр Курганской области.
В 1966 году окончил Киевский художественный институт. Учился у Василия Ильича Касияна и Тимофея Андреевича Лящука, в творческой мастерской Академии искусств СССР под руководством Михаила Гордеевича Дерегуса.
С 1970 года работал в Киевском художественном институте, с 2000 года — Национальная академия изобразительного искусства и архитектуры. В 1986—2009 годах — заведующий кафедрой рисунка, с 1994 — профессор. Под его руководством были разработаны детальные программы по рисунку для всех факультетов, в которых к каждому заданию определены методики с последовательным усложнением их на каждом следующем курсе. Кафедра приобрела общеакадемический статус, обеспечивающий преподавание рисунка на всех факультетах и отделениях академии.
Член Союза Художников СССР с 1971 года, после распада СССР — Национального союза художников Украины.

## Творчество
Работает в области станковой и книжной графики, плаката. Его произведениям присущи поэтически-романтическая образность, экспрессность формы, ассоциативность изобразительной языка, выявление гуманистического пафоса.

### Известные работы
- «Запорізька Січ» (1968)
- «Хліб» (1969)
- «Їхав козак за Дунай» (1970)
- «Лісовичок» (1971)
- «І. Котляревський» (1971)
- «Зачароване коло» (1990)
- «Спогади» (1993)
- «Гучна тиша» (1993)
- «Портрет гетьмана» (1994)
- «Спогади про Венецію» (1998)
- «Ті, що біжать» (1998)

### Иллюстрации
- Ю. Сафронов, С. Сафронова. Онуки наших онуків (укр.). — Киев: Веселка, 1969. — 30 000 экз.
- Л. Горлач. Ніч у Вишгороді (укр.). — 1982.
- В. Чемерис. Ольвія (укр.). — Киев: Радянський письменник, 1983. — 65 000 экз.
- М. Вінграновський. Губами теплими і оком золотим (укр.). — 1984.
- В. Чемерис. Ольвія (укр.). — Киев: Дніпро, 1985. — (Романи й повісті). — 100 000 экз.